# Delmita
Delmita – jednostka osadnicza w Stanach Zjednoczonych, w stanie Teksas, w hrabstwie Starr.